# Alexandre Piccinni

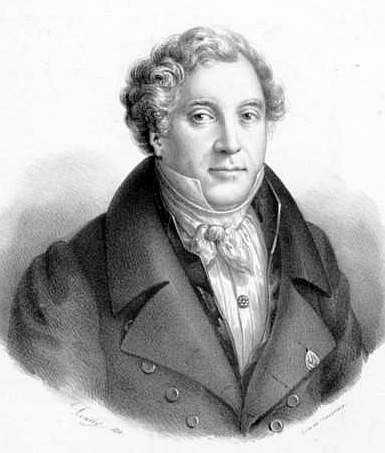
Alexandre Piccinni nel 1830

Alexandre Piccinni, nato Luigi Alessandro Piccinni (Parigi, 10 settembre 1779 – Parigi, 24 aprile 1850), è stato un compositore francese.

## Biografia
Figlio di Giuseppe Maria Piccinni, a sua volta figlio maggiore di Niccolò Piccinni e di Marie-Thérèse Gleiser, ha studiato pianoforte, quindi composizione con Jean-François Lesueur al Conservatorio di Parigi.
Inizialmente accompagnatore al Théâtre Feydeau, quindi al Théâtre national de l'Opéra-Comique, dopo il 1802 è nominato direttore d'orchestra al Théâtre de la Porte Saint-Martin (dal 1803 al 1816) e nello stesso periodo accompagna l'orchestra di Corte di Luigi XVIII.
Ha insegnato canto e pianoforte a Parigi, in seguito a Boulogne-sur-Mer e ha diretto il Conservatorio a Tolosa. Torna a Parigi nel 1849. Dal 1818 al 1826, ha un legame con l'attrice Marie Dorval, dal quale nascono tre figli, due dei quali morti in tenera età.

## Opere

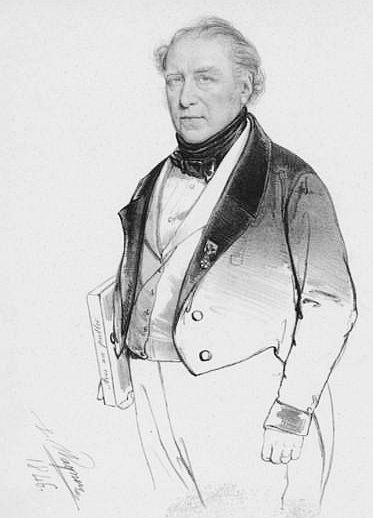
Alexandre Piccinni nel 1846

- 1803: Les époux avant le mariage ou ils sont chez eux, opéra-comique in 1 atto, parole di Marc-Antoine Madeleine Désaugiers;[2]
- 1803: L'Amant rival de sa maîtresse, opera in 1 atto, parole di Charles Henrion;
- 1804: Le Désastre de Lisbonne, dramma eroico in 3 atti, in prosa, con danze e pantomimi, libretto di Jean-Nicolas Bouilly;
- 1805: Stanislas, roi de Pologne, melodramma in 3 atti, libretto di Jean-Baptiste Dubois de Jancigny;
- 1805: La Fausse Marquise, melodramma in 3 atti, libretto di Dubois de Jancigny;
- 1805: Robinson Crusoë, melodramma in 3 atti, testo di René-Charles Guilbert de Pixerécourt;[3]
- 1806: Les Serfs de la Scandinavie, melodramma in 3 atti in prosa, libretto di Philippe-Jacques de Laroche e Isidore Taylor;
- 1806: Avis au public ou le physionomiste en défaut, opéra-comique in 2 atti, libretto di Desaugiers;
- 1807: Les Illustres Fugitifs, ou les Trois Journées, pantomimo in 3 atti di Edouard-Alexandre Bignon;
- 1807: Romulus, ou l'origine de Rome, melodramma in 3 atti in prosa di Auguste Lamey;
- 1807: Montbars l'Exterminateur, ou les Derniers flibustiers, melodramma in 3 atti in prosa di Bosquier-Gavaudan e Martial Aubertin;
- 1814: Alcibiade solitaire, opera in 2 atti, libretto di Jean-Guillaume-Antoine Cuvelier e Jean-Martin Barouillet;[4]
- 1815: Les Six Ingénus, divertissement pantomime in un atto (soggetto di Duport);[5]
- 1815: La Pie voleuse, ou la Servante de Palaiseau, melodramma in 3 atti, libretto di Louis-Charles Caigniez e Théodore Baudouin d'Aubigny;
- 1815: La Grotte de Fingal, ou le Soldat mystérieux, melodramma in 3 atti di Frédéric Dupetit-Méré e Aimé Desprez;[6]
- 1815: Isaurine et Walbourg, ou la Révolte de Coperberg, melodramma in 3 atti in prosa di Philippe-Jacques de Laroche;
- 1816: Le Barbier de la cité, ou Un Pied dans l'abîme, melodramma in 3 atti e in prosa di Baudouin d'Aubigny;
- 1816: Le Mariage rompu, pantomimo in 3 atti con danze, di Louis Henry;[7]
- 1817: Le Moulin d'André, ou les Meuniers et les meunières, ou les Rendez-vous nocturnes, pantomimo comico in 1 atto di Jean-Baptiste Blache;
- 1817: Aureng-Zeb, ou la Famille indienne, melodramma in 3 atti, testo di Dupetit-Méré;
- 1817: Le Sceptre de la charrue, opéra-comique in 3 atti, libretto di Armand d'Artois;[8]
- 1820: La Maison in loterie, opéra-comique in 1 atto, (libretto di autore ignoto)
- 1822: Le Petite Lampe merveilleuse, opéra-féerique in 3 atti, libretto di Eugène Scribe e Mélesville;
- 1823: Les Invalides ou Cent ans de gloire, tableau militare in 2 atti di Jean-Toussaint Merle, Eugène Cantiran de Boirie, Henri Simon e Ferdinand Laloue;
- 1824: Jane Shore, melodramma in 3 atti, libretto di Hyacinthe Decomberousse, Alphonse de Chavanges e Armand-François Jouslin de La Salle;[9]
- 1825: Jocko ou le Singe du Brésil, dramma in 2 atti, libretto di Edmond Rochefort e Gabriel de Lurieu;[10]
- 1826: Le Monstre et le Magicien, melodramma-féerie in 3 atti, libretto di Antoine-Nicolas Beraud e Merle;[11]
- 1828: Guillaume Tell, melodramma in 6 parti, tratto da Friedrich von Schiller, libretto di Benjamin Antier e René-Charles Guilbert de Pixerécourt;Testo online;[12]
- 1830: Napoléon ou Schoenbrunn et Sainte Hélène, dramma storico in 2 parti e 9 quadri, libretto di Charles Dupeuty;
- 1830: N, I, Ni, ou le Danger des Castilles, testi di Pierre Carmouche, Frédéric de Courcy, Victor Hugo e Dupeuty;[13]
- 1832: Le Barbier du Roi D'Aragon, musica di scena, libretto di Louis Marie Fontan, Jean-Joseph Ader e Dupeuty,[14] disponibile su archive.org;
- 1833: Lucrèce Borgia, su parole di Victor Hugo;
- 1846: La Prise de Jéricho, opera in due parti;